# Ophioplax custos
Ophioplax custos är en ormstjärneart som först beskrevs av Jean Baptiste François René Koehler 1897.  Ophioplax custos ingår i släktet Ophioplax och familjen Ophiochitonidae. Inga underarter finns listade i Catalogue of Life.